# Diocesi di Killala

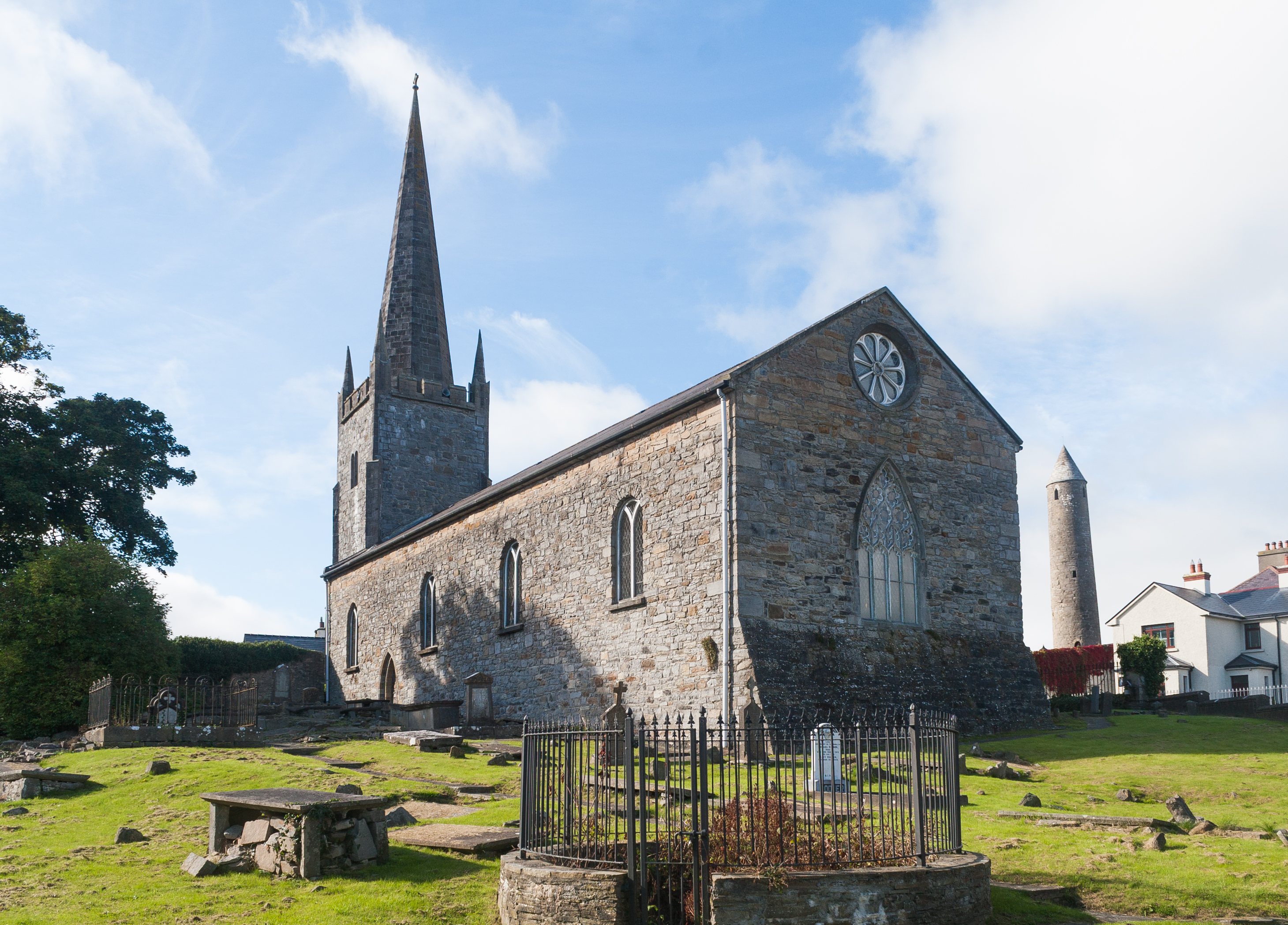
La medievale cattedrale cattolica di Killala, dedicata a San Patrizio, oggi di proprietà della Chiesa d'Irlanda.

La diocesi di Killala (in latino Dioecesis Alladensis) è una sede della Chiesa cattolica in Irlanda suffraganea dell'arcidiocesi di Tuam. Nel 2023 contava 34.524 battezzati su 41.545 abitanti. La sede è vacante.

## Territorio
La diocesi comprende la parte settentrionale delle contee irlandesi di Mayo e Sligo.
Sede vescovile è la città di Ballina, dove si trova la cattedrale di San Muredach.
Il territorio si estende su 3.734 km² ed è suddiviso in 22 parrocchie.

## Storia
Secondo la tradizione, san Patrizio avrebbe fondato a Killala (Cell-Aladh) un monastero, che affidò ad uno dei suoi compagni, san Muredach. Tuttavia, un'altra tradizione, ritenuta storicamente più attendibile, pone l'epoca di Muredach nel VI secolo: figlio di Eochaid, discendente del re d'Irlanda Leaghaire, partecipò al sinodo di Drumceat, nel 575 incontrò san Columba, e morì attorno al 590. Gams ipotizzò l'esistenza di due vescovi omonimi, nel V e nel VI secolo, ma tale soluzione non è accettata da tutti gli storici.
Come le altre sedi irlandesi del primo millennio, anche Killala era una sede monastica, con una sua scuola abbaziale, ed è retta da un abate, che poteva anche essere consacrato vescovo. Dopo Muredach, gli annali irlandesi riportano diversi nomi di abati-vescovi, per lo più appartenenti alla famiglia reale degli O'Maolfoghmhair.
In occasione della riorganizzazione della Chiesa irlandese sul modello di quella continentale, nel sinodo di Rathbreasail del 1111, la diocesi di Killala è menzionata tra le suffraganee dell'arcidiocesi di Armagh. Il suo territorio era più ampio di quello attuale, perché comprendeva anche il territorio dell'odierna diocesi di Achonry e il distretto compreso tra Sligo e Ballyshannon. Nel 1152 il sinodo di Kells la rese suffraganea dell'arcidiocesi di Tuam e il suo territorio fu ridotto per l'istituzione della diocesi di Achonry. Per lungo tempo i suoi vescovi furono designati come "vescovi di Ui Fiachrach"
All'inizio del XIV secolo il re inglese Edoardo II (1307-1327), desideroso di controllare meglio la Chiesa cattolica irlandese, propose al papa la fusione di diverse piccole diocesi, tra cui quella di Killala con quella di Elphin, ma il progetto non andò in porto.
I domenicani si stabilirono in diocesi nel 1274 a Rathfran; gli agostiniani fondarono un convento a Ardnaree prima del 1400; i francescani fondarono un monastero a Moyne nel 1455, diventato presto famoso nella regione per il suo studium.
Dopo la Riforma protestante voluta da Enrico VIII d'Inghilterra nel 1534 la diocesi visse inizialmente un periodo di tranquillità, forse per la sua lontananza dei centri di poteri. Fu solo nel 1590 che furono soppressi i monasteri dei religiosi e nel 1591 fu nominato il primo vescovo anglicano. La sede fu vacante dal 1583 al 1707 con la sola interruzione dell'episcopato di Francis Kirwan, che dovette abbandonare la diocesi e morì in esilio a Rennes, in Bretagna. Durante l'assenza dei vescovi la sede fu governata da vicari apostolici nominati da Roma. Solo nel XVIII secolo furono nominati con continuità i vescovi per la diocesi.
Il vescovo Dominic Bellew, che resse la diocesi a cavallo tra il XVIII e il XIX secolo trasferì la sede vescovile da Ardnaree, dove abitualmente risiedeva, a Ballina. Fu qui che nel 1820 Peter Waldron incaricò il suo vescovo coadiutore John MacHale del progetto di una nuova cattedrale. La prima messa fu celebrata nell'autunno del 1831, ma anche a causa del tragico periodo della grande carestia irlandese l'edificio fu completato solo nel 1892.
Durante l'episcopato di John Conmy (1893-1911) fu istituito a Ballina il seminario diocesano.
Negli ultimi anni del XX secolo la diocesi ha fronteggiato il problema dello spopolamento e dell'emigrazione.

## Cronotassi dei vescovi
Si omettono i periodi di sede vacante non superiori ai 2 anni o non storicamente accertati.
- San Muredach I † (442/443 - ?)
- Kellach † (534 ? - 544 deceduto)
- Muredach II † (menzionato nel 590 circa)
- O'Maolfoghmhair † (? - 1137 deceduto)
- O'Maolfoghmhair † (? - 1151 deceduto)
- Imar O'Ruadhain † (? - 1177 deceduto)
- Mael Isa MacMailin † ?
- Donat O'Beoda † (5 aprile 1198 - 1205 o 1207 deceduto)
- O'Kelly † (? - 1214 deceduto)
- Cormac O'Torpaid † (? - 1226 deceduto)
- John O'Maolfoghmhair † (? - 1234 deceduto)
- Gilla Kelly O'Ruadhain † (? - prima del 22 giugno 1253 deceduto)
- John O'Laidigh, O.P. † (prima del 1264 - ottobre 1280 deceduto)[4]
- Donat O'Flaherty † (16 aprile 1281 - marzo 1306 deceduto)
- John Tankard † (13 giugno 1306 - 1343 deceduto)
  - Sede vacante (1343-1346)[5]
- William O'Dowda † (26 giugno 1346 - 1350 deceduto)
- Robert Elyot † (8 giugno 1351 - 1389)
  - Thomas Lodowis, O.P. † (9 agosto 1381 - ? deceduto) (antivescovo)
- Thomas Orwell, O.F.M. † (31 gennaio 1390 - prima di novembre 1398 nominato vescovo di Dromore)
- Thomas Barrett † (14 aprile 1400 - ?)
- Muredach Cleragh † (? - 1403 deceduto)
  - O'Hanick † (1416 - 1416 deceduto) (vescovo eletto)
- Connor O'Connell † (? - 1423 deceduto)[6]
- Forgall Fitzamartin, O.E.S.A. † (26 settembre 1425 - ?)
- Bernard O'Connell † (30 gennaio 1430 - ? deceduto)[7]
- Manus Fitzultagh O'Dowda † (dopo il settembre 1431 - 1436 deceduto)
- Thady MacCreagh, O.P. † (3 settembre 1436 - ? deceduto)
- James Blakedon, O.P. † (15 ottobre 1442 - ? deceduto)
- Forgall †
- Robert Baret † (3 luglio 1447 - ? deceduto)
- Roderick, O.E.S.A. † (3 marzo 1452 - ? deceduto)
- Richard Viel, O.Carth. † (17 ottobre 1459 - ? deceduto)
- Miler †
- Donat O'Connor, O.P. † (2 dicembre 1461 - dopo ottobre 1467 deceduto)
- Thomas Barrett † (6 febbraio 1471 - ?)
- John O'Cassin, O.F.M. † (18 gennaio 1487 - circa 1490 dimesso)
- Thomas † (prima del 1493 - 1497 deceduto)[8]
- Thomas Cleragh (Clerke) † (3 giugno 1500 - 1505 dimesso)
- Malachy O'Clowan † (12 febbraio 1505 - 1512 deceduto)
- Richard Barrett † (7 gennaio 1513 - 1544 deceduto)
- Raymond O'Gallagher † (6 novembre 1545 - 22 giugno 1569 nominato vescovo di Derry)
- Donat O'Gallagher, O.F.M.Obs. † (4 settembre 1570 - 23 marzo 1580 nominato vescovo di Down e Connor)
- John O'Cohasay, O.F.M.Obs. † (11 luglio 1580 - 1583 deceduto)
  - Sede vacante (1583-1645)
- Francis Kirwan † (6 febbraio 1645 - 27 agosto 1661 deceduto)
  - Sede vacante (1661-1707)
- Thaddeus Francis O'Rourke, O.F.M.Ref. † (15 marzo 1707 - settembre 1735 deceduto)
- Peter Archdeacon, O.F.M. † (30 settembre 1735 - aprile 1739 deceduto)
- Bernard O'Rourke † (24 aprile 1739 - prima dell'8 luglio 1743 deceduto)
- John Brett, O.P. † (27 luglio 1743 - 28 agosto 1748 nominato vescovo di Elphin)
- Mark Skerret † (23 gennaio 1749 - 5 maggio 1749 nominato arcivescovo di Tuam)
- Bonaventura MacDonnell, O.F.M. † (7 maggio 1749 - 16 settembre 1760 deceduto)
- Philip Phillips † (24 novembre 1760 - 1º luglio 1776 nominato vescovo di Achonry)
- Alexander Irwin † (1º luglio 1776 - 25 settembre 1779 deceduto)
- Dominic Bellew † (18 dicembre 1779 - giugno 1813 deceduto)
- Peter Waldron † (4 ottobre 1814 - 20 maggio 1834 deceduto)
- John MacHale † (27 maggio 1834 succeduto - 21 luglio 1834 nominato arcivescovo di Tuam)
- Francis O'Finan, O.P. † (13 febbraio 1835 - 27 novembre 1847 deceduto)
- Thomas Feeny † (11 gennaio 1848 - 9 agosto 1873 deceduto)
- Hugh Conway † (9 agosto 1873 succeduto - 23 aprile 1893 deceduto)
- John Conmy † (23 aprile 1893 succeduto - 26 agosto 1911 deceduto)
- Jacob Naughton † (27 novembre 1911 - 16 febbraio 1950 deceduto)
- Patrick O'Boyle † (12 dicembre 1950 - 12 ottobre 1970 dimesso[9])
- Thomas McDonnell † (12 ottobre 1970 - 21 gennaio 1987 ritirato)
- Thomas Anthony Finnegan † (3 maggio 1987 - 19 febbraio 2002 ritirato)
- John Fleming (19 febbraio 2002 - 10 aprile 2024 ritirato)
  - Francis Duffy[1], dal 10 aprile 2024 (amministratore apostolico)

## Statistiche
La diocesi nel 2023 su una popolazione di 41.545 persone contava 34.524 battezzati, corrispondenti all'83,1% del totale.
| anno | popolazione | popolazione | popolazione | presbiteri | presbiteri | presbiteri | presbiteri                | diaconi | religiosi | religiosi | parrocchie |
| anno | battezzati  | totale      | %           | numero     | secolari   | regolari   | battezzati per presbitero | diaconi | uomini    | donne     | parrocchie |
| ---- | ----------- | ----------- | ----------- | ---------- | ---------- | ---------- | ------------------------- | ------- | --------- | --------- | ---------- |
| 1950 | 47.971      | 49.237      | 97,4        | 61         | 61         |            | 786                       |         |           | 124       | 22         |
| 1970 | 42.420      | 43.331      | 97,9        | 60         | 60         |            | 707                       |         |           |           | 22         |
| 1980 | 40.204      | 41.904      | 95,9        | 53         | 53         |            | 758                       |         | 4         | 117       | 22         |
| 1990 | 38.286      | 39.101      | 97,9        | 52         | 50         | 2          | 736                       |         | 5         | 92        | 22         |
| 1999 | 36.586      | 37.457      | 97,7        | 57         | 53         | 4          | 641                       | 1       | 11        | 75        | 22         |
| 2000 | 36.975      | 37.833      | 97,7        | 57         | 53         | 4          | 648                       | 1       | 11        | 73        | 22         |
| 2001 | 36.934      | 38.001      | 97,2        | 57         | 53         | 4          | 647                       | 1       | 12        | 71        | 22         |
| 2002 | 38.115      | 39.254      | 97,1        | 60         | 55         | 5          | 635                       | 1       | 13        | 69        | 22         |
| 2003 | 37.758      | 38.897      | 97,1        | 59         | 54         | 5          | 639                       | 1       | 13        | 65        | 22         |
| 2004 | 37.951      | 39.562      | 95,9        | 59         | 56         | 3          | 643                       |         | 8         | 53        | 22         |
| 2006 | 38.633      | 40.471      | 95,5        | 52         | 50         | 2          | 742                       |         | 7         | 51        | 22         |
| 2013 | 37.761      | 40.916      | 92,3        | 48         | 47         | 1          | 786                       |         | 1         | 36        | 22         |
| 2016 | 38.276      | 39.822      | 96,1        | 41         | 40         | 1          | 933                       |         | 4         | 35        | 22         |
| 2019 | 38.069      | 41.481      | 91,8        | 42         | 40         | 2          | 906                       |         | 5         | 34        | 22         |
| 2021 | 36.012      | 40.365      | 89,2        | 41         | 38         | 3          | 878                       |         | 6         | 34        | 22         |
| 2023 | 34.524      | 41.545      | 83,1        | 40         | 35         | 5          | 863                       |         | 7         | 33        | 22         |